# ناصر الهاجری
ناصر الهاجری (عربی: ناصر الهاجري؛ زادهٔ ۱ اکتبر ۱۹۸۱) بازیکن فوتبال اهل کویت بود.
از باشگاه‌هایی که در آن بازی کرده‌است می‌توان به باشگاه ورزشی النصر کویت، باشگاه فوتبال بوراتس بانیا لوکا، و باشگاه ورزشی السالمیه کویت اشاره کرد.
وی همچنین در تیم‌های ملی فوتبال کویت، و کویت، و کویت، بازی کرده‌است.